# Klimax
A klimax a szervezet hormonális átállásának, az úgynevezett változó kornak görög eredetű elnevezése.
Másik neve: változókor vagy klimaktérium. A klimax görög eredetű szó és kritikus időszakot jelent.
A Nemzetközi Szülészeti Nőgyógyászati Társaság (Fédération Internationale de Gynécologie et Obstétrique, rövidítve: FIGO) definíciója szerint a változókor - más szóval: a klimaktérium - időszaka 45 éves kortól 60 éves korig tart. Ezek azok a rövidebb-hosszabb, egyénenként változó időtartamú, de általában évekig tartó átmeneti időszakok, amit a petefészek tüszőhormon termelődésének csökkenése jellemez.
Annak ellenére, hogy a hormonális változás minden idősödő embert érint, sokáig sem a közgondolkodás, sem a tudomány nem számolt igazán a férfiklimax jelenségével, a folyamatot kizárólag a nőkre vonatkoztatták, mivel a rájuk jellemző testi tünetek jóval inkább egyértelműek, látványosabbak.
A női klimax a tüszőhormon-termelés csökkenésével, majd teljes megszűnésével jár együtt (menopauza). A petefészkek öregedése, ebből következően a petesejtek mennyiségének fokozatos csökkenése teljesen természetes és elkerülhetetlen dolog. 35 éves kor felett már elindul a folyamat, bár évekig nem produkál látható tüneteket. Magyarországon átlagosan 50-52 éves kor körül marad el végérvényesen a menstruáció.
A klimax olyan erős hormonális változások következménye, amelyek szinte kivétel nélkül mindenkinél okoznak egyéb testi és lelki tüneteket is. Ezek ritkán lépnek fel egyszerre, illetve gyakran megtörténik, hogy egy-egy tünet időszakosan jelenik csak meg: néhány hónapig fennáll, aztán megszűnik – majd rövidebb-hosszabb időszak után esetleg újra jelentkezik.
Az egyéni adottságoktól nagyban függ, hogy kinél milyen mértékűek a problémák; ezt a testi adottságok, az életkörülmények, a támogató környezet megléte vagy hiánya, illetve a lelkialkat egyaránt befolyásolják.

## A klimax lehetséges tünetei

### Testi tünetek
- gyakran jelentkező hőhullámok
- erős verejtékezés
- arcpirulás
- fejfájás
- szédülés
- fülzúgás
- koncentrációzavar
- szívproblémák jelentkezése (pl. felgyorsult szívritmus, koszorúér-betegségek stb.)
- rendszertelenné váló menstruáció
- vizeletvisszatartási problémák
- fokozott mészlerakódás a csontokban és az erekben (meszesedés)
- gyors és látványos hízás
- hüvelyszárazság
- libidócsökkenés
- szembetegségek (pl. látásromlás, szemszárazság, kötőhártya-gyulladás stb.)
- a bőr kiszáradása, viszketegség, ráncosodás
- a haj töredezettsége, hajhullás; más testtájakon viszont fokozott szőrnövekedés
- koleszterinszint-emelkedés

### Lelki tünetek
- az öregedésből adódó önértékelési problémák
- alkalmatlanság-érzés
- hangulati ingadozások
- ingerlékenység
- alvászavar
- depresszió

A klimaxszal együtt járó testi és lelki tünetek általában negatív módon befolyásolják az emberi kapcsolatok alakulását is.
Az ifjúkori báját fokozatosan elvesztő, egyre bizonytalanabb, sokat idegeskedő nőknek támogató elfogadásra, feltétlen szeretetre volna szükségük, ehelyett azonban sokszor türelmetlenséggel, ingerült reakciókkal találkoznak.
A test öregedése és a szexuális vágy csökkenése a partnerkapcsolatban is komoly erőpróbát jelent, ami újabb stresszhelyzeteket és kudarcélményeket okozhat, tovább erősítve az amúgy is kellemetlen lelki problémákat.
Mivel az idősödés és a klimax nem elkerülhető, ezért hatékony kezelésében egyértelműen a tünetek mérséklésére kell helyezni a hangsúlyt.

## A klimax kezelése
A legfontosabb egyrészt az erejét fokozatosan elveszítő test fitten tartása, másrészt az érintett nők lelkiállapotának javítása.
Az akaratlanul is jelentkező új életállapot önként vállalt életmódváltást, valódi megújulást igényel.
Új életcélok kitűzését, az aktualizált pozitív jövőkép megtalálását.

## Konkrét lehetőségek a klimax kezelésére
- rendszeres testmozgás (sport, kirándulás stb.)
- tudatos és egészséges táplálkozás
- közösségi programok, jó társaság
- minél több aktív pihenés (a szellemi és lelki töltekezés lehetősége, idő az emberi kapcsolatok ápolására vagy akár az önfeledt szórakozásra)
- a korábbinál több alvás

## A klimax idején ajánlott diéta
Alapelv, hogy… 
- Naponta többször (akár ötször-hatszor is) szabad étkezni, de egyszerre mindig csak keveset együnk!
- Közvetlenül az esti alvás előtt már nem egészséges enni, a vacsora legalább két órával előzze meg a lefekvést!
- Lehetőleg magunk készítsük az ételeinket, kerüljük a gyorséttermeket és a sok adalékanyagot tartalmazó termékeket!
- Csökkentsük a cukortartalmú édességek, a panírozott ételek, a margarin és a finomlisztből készült péksütemények fogyasztását!
- Részesítsük előnyben a teljes kiőrlésű gabonákat!
- Fokozzuk a rostbevitelt!
- Hetente többször fogyasszunk komplex fehérjekészítményeket!
- A dohányzás és az alkoholfogyasztás súlyosbítja a tüneteket, ezért ne éljünk ezekkel a káros szenvedélyekkel!
- Naponta legalább 2 liter folyadékot igyunk!
- Fogyasszunk magas kalcium- és magnézium-, de alacsony nátriumtartalmú ásványvizet!
- Használjunk hidegen sajtolt olajakat – különösen előnyös a búzacsíra-, lenmag- és máriatövismag-olaj!

A mindenkor előnyös egészséges táplálkozás mellett kiemelten fontos azon vegyületek szervezetbe juttatása ilyenkor, amelyek szabályozzák a női nemi hormon szintjét, illetve amelyek sejtvédő hatással rendelkeznek. A kellemetlen tünetek enyhítésében elsődleges az ösztrogénszint pótlásáról gondoskodó természetes étrend kialakítása, konkrétan a lignánokat, az izo- és ipriflavont, valamint az indovegyületeket tartalmazó ételek fogyasztása.

### Jótékony hatású, hormonpótló táplálékok
- lenmag
- kukorica
- bab
- borsó
- lencse
- szója
- brokkoli
- káposzta
- karfiol
- zöldmustár
- vadrizs

### A bórtarlamú ételek
A klimax hatására élettanilag csökkenő nemi vágy fokozásában kiemelkedő jelentőségűek. Ilyenek többek között a 
- tejtermékek
- a szárnyasok
- a halak.

Az egészség megőrzése érdekében a változó korban is ajánlatos sok nyers vagy félig párolt zöldséget és gyümölcsöt fogyasztani.
A tejsavó-fehérjét tartalmazó gyógytápszerek támogatják az izomerő megtartását, ezáltal csökkentik a szarkopénia kialakulásának intenzitását. Az izmok újraépítéséhez és az izomvesztés lassításához esszenciális aminosavakban, különösen leucinban gazdag táplálkozást ajánl a szakirodalom.

### Szükséges vitaminok, ásványi anyagok klimax idején
- B9-vitamin, folsav
- B12-vitamin
- E-vitamin
- D-vitamin
- B-vitaminok
- mangán
- kalcium